# 網猟免許
網猟免許（あみりょうめんきょ）は、鳥獣保護法が規定する狩猟免許の区分の一つ。

## 種類
法定猟具の網として、以下の4種類が定められている。
- むそう網（穂打ち、片むそう、双むそう、袖むそうなど）

ロープを繋いだ網を伏せておき、人はロープのもう一方を持ってひそむ。鳥が地面に降りたとき、ロープで網を操作することにより捕獲する。形状の違いにより、4種類に分類されている。
- はり網（ウサギ網、谷切（）網、袋網など）

むそう網が網を地面に設置するのに対し、はり網は空中に張った網を操作して鳥類を捕獲する。はり網を操作せず張ったままにして捕獲する方法は、ノウサギやユキウサギを捕獲する場合を除いて禁止されている。
はり網のうち、棚糸を有するものをかすみ網といい、原則として使用、所持、販売・頒布が禁止されている。これに違反した者は、6月以下の懲役または50万円以下の罰金に処せられる。
- つき網

魚を捕らえるたも網に形状が似ている。網を突き出し、鳥類に被せて捕獲する。
- なげ網

飛行中の鳥類に向かって、柄のついた網を投げることで捕獲する。

## 網猟における諸注意
銃器などを使う猟に比べて、手軽で安全無害であると誤認しがちだが、関係法令の遵守はもちろん、適切な数や設置場所を選定せねば、狩猟鳥獣の大量乱獲や非狩猟鳥獣の錯誤捕獲をしてしまうことにつながる。また、猟具には法令で定められた標識を取り付ける必要がある。